# Dematochroma
Dematochroma là một chi bọ cánh cứng trong họ Chrysomelidae.
Chi này được Baly miêu tả khoa học năm 1864.

## Các loài
Các loài trong chi này gồm:
- Dematochroma doiana Jolivet, Verma & Mille, 2007
- Dematochroma foaensis Jolivet, Verma & Mille, 2007
- Dematochroma fusca Jolivet, Verma & Mille, 2007
- Dematochroma helleri Jolivet, Verma & Mille, 2007
- Dematochroma pilosa Jolivet, Verma & Mille, 2007